# اونتراسرید
اونتراسرید (به آلمانی: Untrasried) یک شهر در آلمان است که در استالگوی واقع شده‌است.